# Wonder Woman (Zeichentrickfilm)
Wonder Woman ist ein US-amerikanischer Zeichentrickfilm von 2009, der auf der gleichnamigen Comicreihe von DC Comics beruht. Regie führte Lauren Montgomery.

## Handlung
Im antiken Griechenland hat sich eine Schlacht zwischen den Amazonen um Hippolyte auf der einen und dem Kriegsgott Ares auf der anderen Seite entfesselt. Während der Schlacht tötet Hippolyte ihren eigenen Sohn Thrax, den Ares mit ihr gezeugt hat, und besiegt anschließend Ares selbst. Zeus jedoch verhindert, dass sie Ares tötet. Stattdessen wird der Kriegsgott durch Armbänder geknechtet und muss sein Dasein als Gefangener auf der Insel Themyscira verbringen, die den Amazonen von ihrer Göttin Hera geschenkt wird. Verborgen von der Außenwelt können die Amazonen sich frei entfalten und ohne Männer ein freies Leben führen. Die Götter schenken Hippolyte eine Tochter, Diana, die auf Themyscira aufwächst und zu einer mächtigen Kriegerin heranreift.
In moderneren Zeiten wird ein US-Pilot namens Steve Trevor über der Insel abgeschossen und kann auf Themyscira notlanden. Die Amazonen beschließen, ihn zurückzubringen. Ein Wettkampf soll darüber entscheiden, welche Amazone ihn begleiten darf. Diana ist zwar von dem Wettkampf ausgeschlossen und wird zur Bewachung von Ares abgestellt, doch Alexa übernimmt ihren Posten. So gewinnt Diana den Wettkampf und wird als Botschafterin der Amazonen ausgewählt. In der Zwischenzeit tötet Persephone jedoch Alexa und befreit Ares, der mit ihr in die Außenwelt flieht. So hat Diana zwei Aufträge: Steve Trevor zurück nach Amerika zu bringen und Ares aufzuspüren. Sie erhält ein neues Outfit, das die Landesfarben der Vereinigten Staaten widerspiegelt und fliegt mit einem unsichtbaren Jet nach New York City.
Nach einigen Kämpfen kann sie Ares in Griechenland aufspüren, wo er versucht zu Hades zu gelangen, der über die Macht verfügt, seine Fesseln zu lösen. Diana wird bei der Konfrontation schwer verletzt, so dass sie von Steve gerettet werden muss. Ares entkommt jedoch und kann Hades überreden seine Fesseln zu lösen. Als die bewusstlose Diana im Krankenhaus aufwacht, ist es zu spät: Ares beginnt die Welt zu unterjochen und greift Washington, D.C. an. Als Diana versucht ihn aufzuhalten, greifen die restlichen Amazonen an. Eine erbitterte Schlacht beginnt, die Diana schließlich für sich entscheiden kann. Diesmal verschont Zeus Ares nicht, und Diana kann ihn töten.
Diana wird zur offiziellen Botschafterin der Amazonen ernannt und verbringt ihre Zeit nun mit Steve in New York City. Dort kämpft sie nun gegen Superschurken.

## Produktion
Der Film gehört zu einer Reihe von Animationsfilmen, die aus einer Kooperation zwischen DC Comics und Warner entstanden und auf eine jugendliche Zielgruppe abgestimmt sind. Dazu gehören auch einige etwas härtere Szenen, in diesem Fall beispielsweise die Schlachtszenen und die Enthauptung von Ares, die auf eine US-amerikanische Altersfreigabe PG-13 (freigegeben ab 13 Jahren  mit elterlicher Begleitung) ausgerichtet sind.
Die Direct-to-DVD-Produktion erschien am 3. März 2009 in den Vereinigten Staaten als Blu-Ray und DVD in mehreren Versionen und erzielte in den ersten beiden Wochen einen Umsatz von 2.743.287 US-Dollar. Insgesamt verkaufte sich die DVD in den USA 470.384 mal und sorgte für einen Gesamtumsatz von über 7 Millionen US-Dollar. Eine deutsche Version erschien am 15. Mai 2009. Zwei Wochen später erschien eine Doppel-DVD-Version.
Wonder Woman orientiert sich an der offiziellen Entstehungsgeschichte der Comicfigur, wurde jedoch an einigen Stellen modernisiert.

## Kritik
„Trickfilm nach einer Comicvorlage, der die mit Elementen aus der griechischen Mythologie unterfütterte Handlung recht beziehungsreich erzählt und vergleichsweise komplex unterhält.“